# 248 a.C.
Il 248 a.C. (CCXLVIII a.C. in numeri romani) è un anno  del III secolo a.C.

## Eventi
- Partia, inizio delle dinastia arsacide (anno approssimato tradizionale)